# Dea Dia
Dea Dia (en llatí, que significa "deessa de la llum"), en la religió de l'antiga Roma és una arcaica divinitat romana de la Terra, protectora de l'agricultura, collites i camps, que fa créixer les plantes en el seu si.
Es compara amb la deessa Tellus com a mare universal i se la ha identificat, de vegades, amb les deesses Ops, Acca Laurèntia i sobretot, amb Ceres i a través d'ella, amb la seva equivalent grega Demèter. No obstant això, cada vegada més, se la considera, simplement, una deessa local.
Dea Dia ens és coneguda fonamentalment a través del culte que li feia la Confraria dels Fratres Arvales els diversos registres dels quals mostren diferents detalls del mateix. Aquest culte local, molt antic, sol ser ignorat, limitant-se sempre a la germanor, malgrat la protecció que li va donar August. Segons inscripcions conegudes, com les trobades a la vinya Ceccarelli a Roma, les cerimònies religioses dels Arvales se celebraven en el bosc sagrat de llorers i roures de Dea Dia, a la Via Campana.
La seva festa, mòbil, se celebrava anualment durant tres dies al maig i estava dirigida a demanar la seva benedicció sobre els camps. Per Estrabó, era adorada durant l'Ambarvàlia, festa en honor de Ceres, a la qual s'assimilava.
Ella era adorada en certs ritus en els quals no podien participar els homes (iguals als cultes de Bona Dea, a la qual va ser equiparada).